# Anneliese Rothenberger
Anneliese Rothenberger (ur. 19 czerwca 1924 w Mannheimie, zm. 24 maja 2010 w Münsterlingen) – niemiecka śpiewaczka operowa, sopran.

## Życiorys
Studiowała w Mannheimie u Eriki Müller, zadebiutowała na scenie operowej w 1943 roku w Koblencji. W latach 1946–1959 była członkiem zespołu operowego w Hamburgu, gdzie później gościnnie występowała jeszcze do 1973 roku. Śpiewała w Düsseldorfie, Monachium, Edynburgu i Aix-en-Provence. W 1958 roku otrzymała stały angaż do Opery Wiedeńskiej. Od 1960 roku przez sześć sezonów śpiewała w nowojorskiej Metropolitan Opera.
Zasłynęła przede wszystkim jako interpretatorka partii sopranowych w operach W.A. Mozarta i Giuseppe Verdiego. Znaczące miejsce w jej repertuarze zajmowały opery kompozytorów XX-wiecznych, m.in. Richarda Straussa, Albana Berga, Paula Hindemitha, Rolfa Liebermanna czy Gottfrieda von Einema, wystąpiła w tytułowej roli w prapremierowym przedstawieniu opery Heinricha Sutermeistra Madame Bovary (Zurych 1967). Dokonała nagrań płytowych dla wytwórni HMV, Columbia, RCA Victor, Deutsche Grammophon i EMI. Opublikowała autobiografię Melodie meines Lebens (Monachium 1972).
Odznaczona została Orderem Zasługi Badenii-Wirtembergii (1977).